# Koonga kommun
Koonga vald är en kommun i Estland.   Den ligger i landskapet Pärnumaa, i den västra delen av landet, 100 km söder om huvudstaden Tallinn.
Följande samhällen finns i Koonga vald:
- Koonga
- Lõpe
- Oidrema